# 수호신
수호신(守護神, tutelary deity)은 특정한 장소, 사람, 집단, 직업, 문화, 직업, 민족 등을 보우하는 보호자, 수호자, 후원자 등의 역할을 맡는다고 여겨지는 신령이다. 

## 같이 보기
- 민족 종교
- 수호천사
- 히시
- 민족신
- 수호성인